# Timothey N’Guessan
Timothey Germain Joseph N'Guessan (ur. 18 września 1992 r. w Massy) – francuski piłkarz ręczny pochodzenia iworyjskiego, reprezentant kraju, grający na pozycji lewego rozgrywającego. Od 2016 roku jest zawodnikiem Barcelony.

## Sukcesy

### Reprezentacyjne
Igrzyska olimpijskie:
- Tokio 2020
- Rio de Janeiro 2016

Mistrzostwa świata:
- Francja 2017
- Niemcy/Dania 2019

Mistrzostwa Europy:
- Chorwacja 2018

### Klubowe
IHF Super Globe:
- 2017, 2018

Mistrzostwa Francji:
- 2012

Puchar Francji:
- 2014

Mistrzostwa Hiszpanii:
- 2017, 2018

Puchar Hiszpanii:
- 2017, 2018, 2019

## Odznaczenia
- Chevalier Orderu Legii Honorowej – 2021[1]
- Chevalier Orderu Narodowego Zasługi – 2016[2]